# بجعة مقلوبة
كانت البجعة المقلوبة وهي طابع بريدي أزرق بقيمة 4 بنسات أصدرته غرب أستراليا عام 1855 واحدة من أولى أخطاء الانعكاس في العالم. فمن الناحية الفنية فإن الإطار هو الذي عُكس وليس صورة البجعة ولكنه أصبح معروفًا بوجه عام باسم البجعة المقلوبة.في عام 1854 أصدرت أستراليا الغربية طوابعها الأولى والتي تحمل رمز المستعمرة البجعة السوداء، كما فعلت جميع طوابع أستراليا الغربية حتى عام 1902. في حين نُقشت العملة السوداء بقيمة 1 د في بريطانيا العظمى بواسطة بيركنز بيكون، ثم أنتجت قيم أخرى بما في ذلك العملة الزرقاء بقيمة 4 د بواسطة هوراس سامسون في بيرث باستخدام الطباعة الحجرية، وبإطارات مختلفة حول تصميم البجعة لكل قيمة.

## الخطأ
في يناير 1855 أصبحت هناك حاجة إلى طوابع إضافية بقيمة 4 بنسات. فعندما أخرج ألفريد هيلمان حجر الطباعة من المخزن وجد أن اثنتين من الطبعات كانتا تالفتين لذلك كان عليه إعادة طباعتهما. وكان أحد الإطارات المستبدلة مائلاً. وقُلب الإطار الآخر رأسًا على عقب عن طريق الخطأ. نقلت كتلة الحجر المكونة من 60 قطعة أربع مرات لصنع حجر الطباعة وطبعت 97 ورقة قبل أن يكتشف هيلمان الخطأ ويقوم بتصحيحه، مما أدى إلى طباعة 388 خطأً إجماليًا.
ومع ذلك فإن الأخطاء لم يُتعرف عليها أو يبلغ عنها لعدة سنوات. ولم تتبق سوى 15 نسخة كاملة بالإضافة إلى جزء من طابع بريدي في شريط من ثلاثة طابعات. حيث لا توجد نسخ غير مستخدمة معروفة.
اكتشف أحد الأمثلة في أيرلندا في ستينيات القرن التاسع عشر وحصل عليه دوق لينستر وأورثه إلى أيرلندا في عام 1897. وهو معروض في متحف بدبلن. عرض في عام 1890 في أول معرض لجمعية الطوابع الملكية في لندن. وتوجد أمثلة أخرى في المجموعة الملكية ومجموعة تابلينج في المتحف البريطاني ومكتبة ولاية نيو ساوث بويلز وفي المتاحف في سيدني وبيرث بالإضافة إلى المجموعات الخاصة.
في عام 1927 أدرجت مواقع النسخ التسع المعروفة في صحيفة بريسبان تيليغراف: 1- مجموعة العائلة المالكة في وندسور. 2- مجموعة التابلينج بالمتحف البريطاني. 3- مجموعة لينستر في متحف دبلن للعلوم والفنون. 4- المجموعة البيضاء بمكتبة ولاية نيو ساوث ويلز. 5- إي إتش كولينز. 6- بيه آر إنجلترا. 7- الدكتور أتش إيه جيمس. 8- جيه ايه نيكس. 9 – أل ماينرتزهاجن
بيعت نسخ من هذه الطوابع على مر السنين مثل نسخة بيعت في مزاد عام 1980 بمبلغ 80 ألف دولار أمريكي مقابل 37500 دولار في عام 1983 و122,400 جنيه إسترليني في مزاد سبينك في 19 مايو 2015.